# Karlshamns kastell

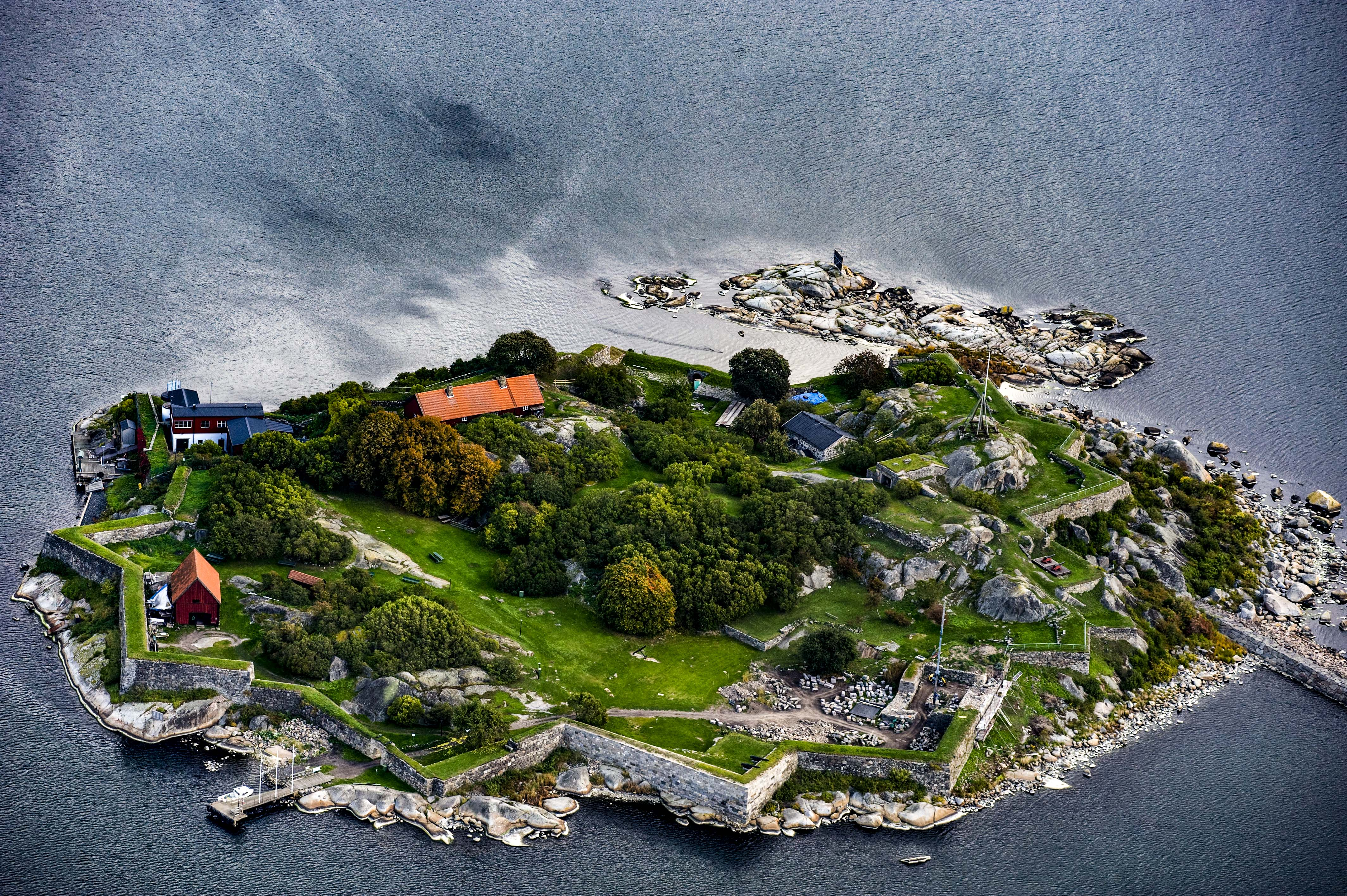
Karlshamns kastell.

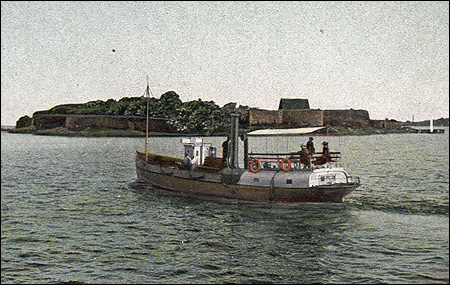
Ångslupen General Boy utanför Karlshamns kapell, mellan 1878 och 1905

Karlshamns kastell är en befästning på Frisholmen i Karlshamns hamninlopp. 

## Historik
En skans började uppföras på Boön 1659 till skydd åt den från 1663 anlagda örlogshamnen. Denna lades ned 1677 till förmån för en från 1675 ibruktagen befästning på Frisholmen.
Den uppfördes delvis av byggnadsmaterial som hämtades från den tidigare anläggningen på Boön. 
Danskarna intog 1676 befästning men ett år senare återtogs den av svenska trupper. Danskarna intog fortet igen 1710, men ett år senare köptes det ut av svenskarna. 
Garnisonen var stationerad i fortet fram till 1864. 

### Kommendanter på kastellet[1]
1675-1676 - Carl (Adolf) Hård, överstelöjtnant. Blev den förste kommendanten på kastellet utnämnd av General-Kvartermästaren Erik Dahlberg. Lämnade över kastellet till danskarna under deras belägring 8 oktober 1676 och blev 10 mars 1677 av Krigsrätten dömd att arkebuseras. Dagen innan arkebuseringen hade Riksrådet greve Johan Löwenstjerna återtagit kastellet.
(?)-1681 - Friherre Löwenstjerna, kapten. Dog 1681.
1681-1700 - Mathias Salmont, adlad von Königsfelt 1683, överstelöjtnant. Blev kommendant i Kalmar år 1700.
1701-1707 - (Hans Christopher) Ehrenman, kapten. Ingick därefter vid Pommerska regementet år 1707.
(?)-1711 -  En kapten Undén nämns 1709. Dog 1711.
(?)-1717 - von Dreves, överstelöjtnant. Nämns 1713 och blev kasserad 19 november 1717 eftersom han låtit fiskebåtar passera kastellet under krigstider.
1717-1739 - Gudmund Lindblad, adlad Lindenkrona 1719, överstelöjtnant. tillträdde 2 december 1717 och dog på kastellet 19 september 1739 där han begrovs den 21 september.
1740-1745 - Filip Johan Tabbert, adlad Stralenberg 1707, överstelöjtnant. Var med vid slagen vid Frauenstadt, Holoszin och Poltava. Blev rysk krigsfånge 1709-1722 där han skrev sitt "Historisch-Geographische Beschreibung des Nord- und Ostlichen Teils von Europa und Asia." som trycktes i Stockholm 1730. Begravdes i Getinge kyrka  1745.
1746- (?) - Konrad Fredrik Grak, major. Nämns 1746 och 1759.
(?) -(?) - Linderstedt, kapten.
(?)-1782 - Gustaf Fredrik von Hertell, major. Tog avsked 1782.
(?) - 1810 - Johan Burman, kapten. Dog 27 december 1810.
1811-() - Jesper Albrekt Wenzelstjerna, kapten.

## Kastellet idag
Kastellet är idag en populär plats för sommarutflykter och sommarteater. Lions i Karlshamn har våffelcafé  varje sommar.  Kastellkyrkan, som är uppbyggd av Lions är en populär vigsel- och dopkyrka inom Karlshamns församling. Kastellet har sedan 1989, nästan varje år, utgjort spelplats för Teatersmedjans sommarteater. 

## Bildgalleri

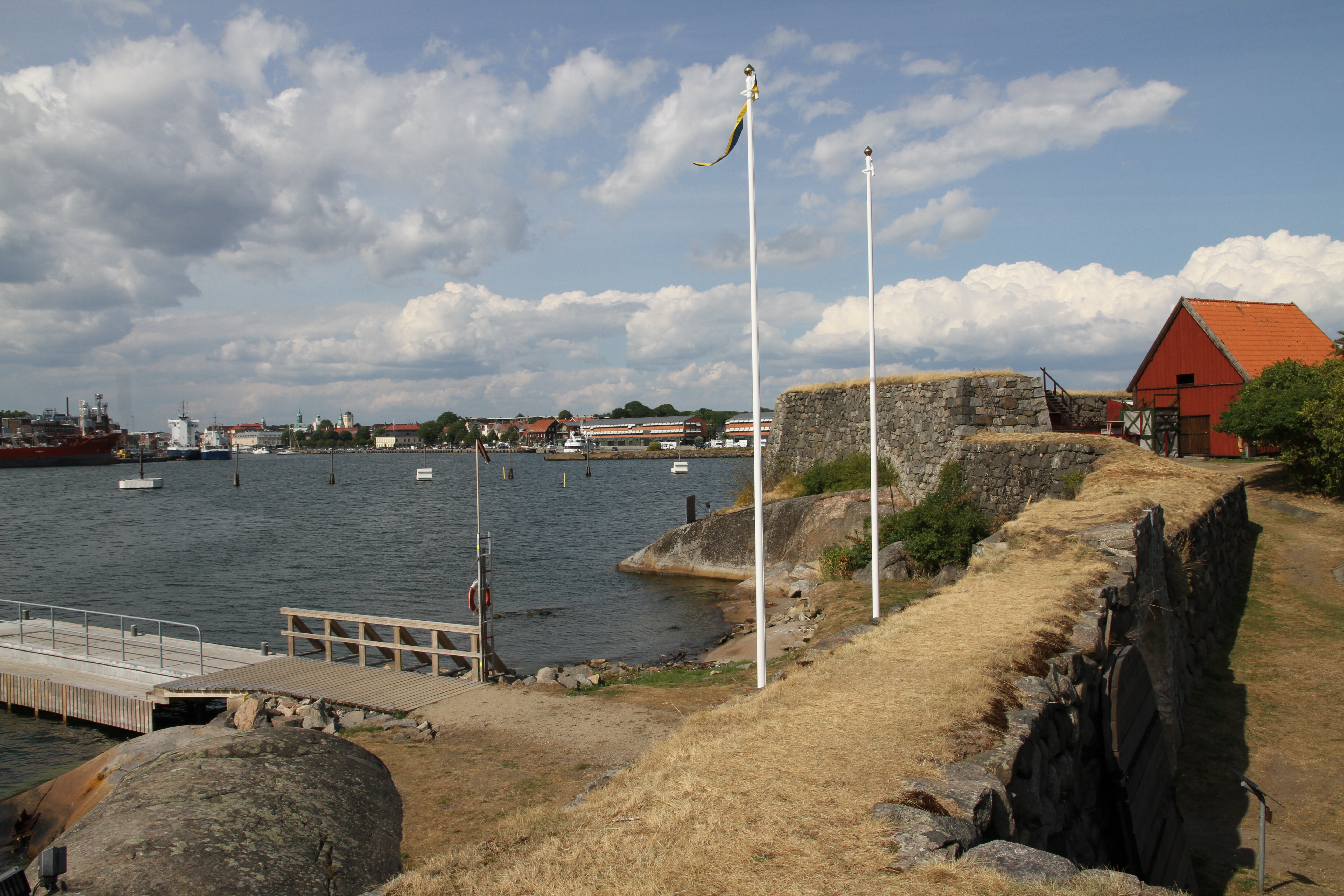
Utsikt mot stadens centrum
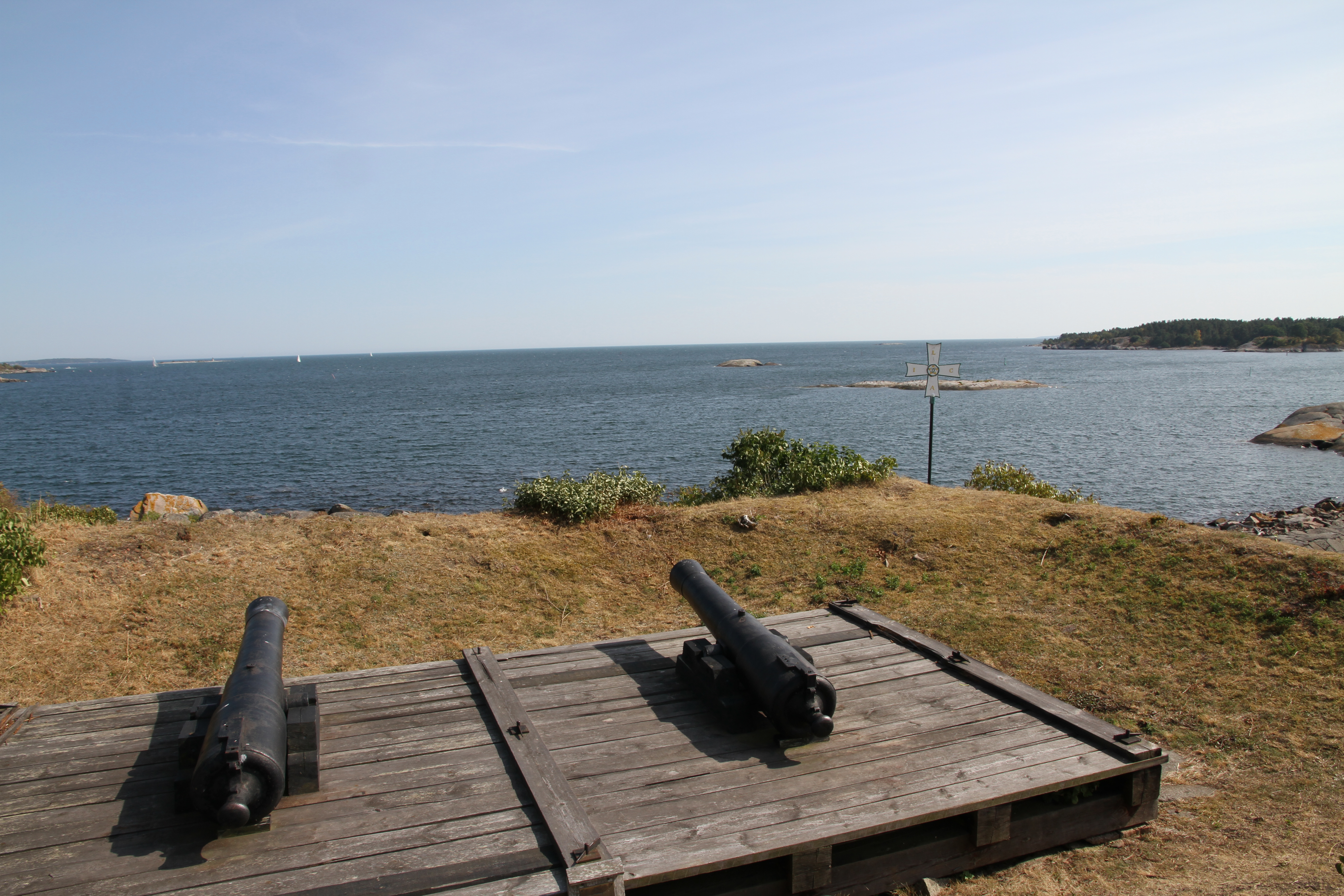
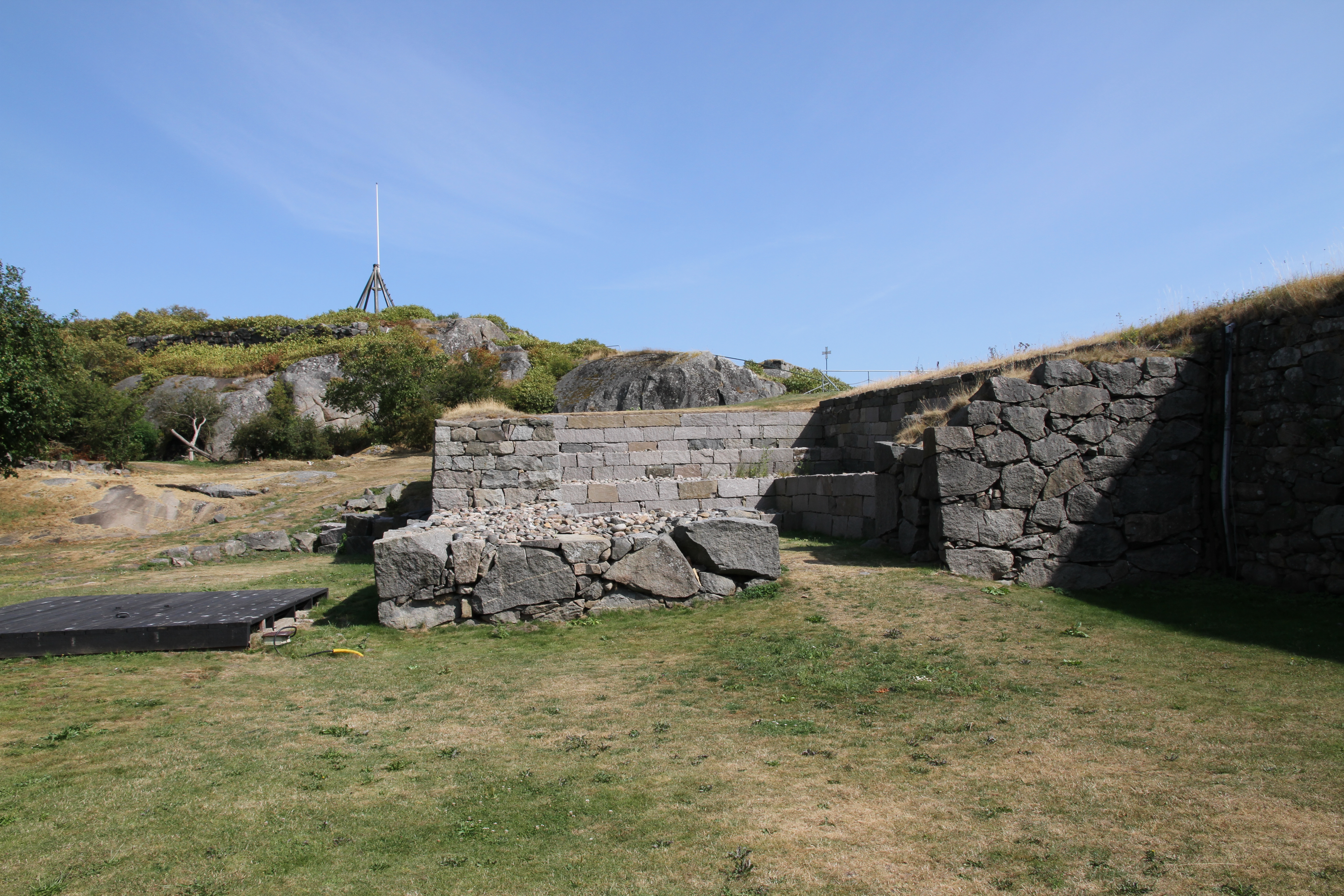
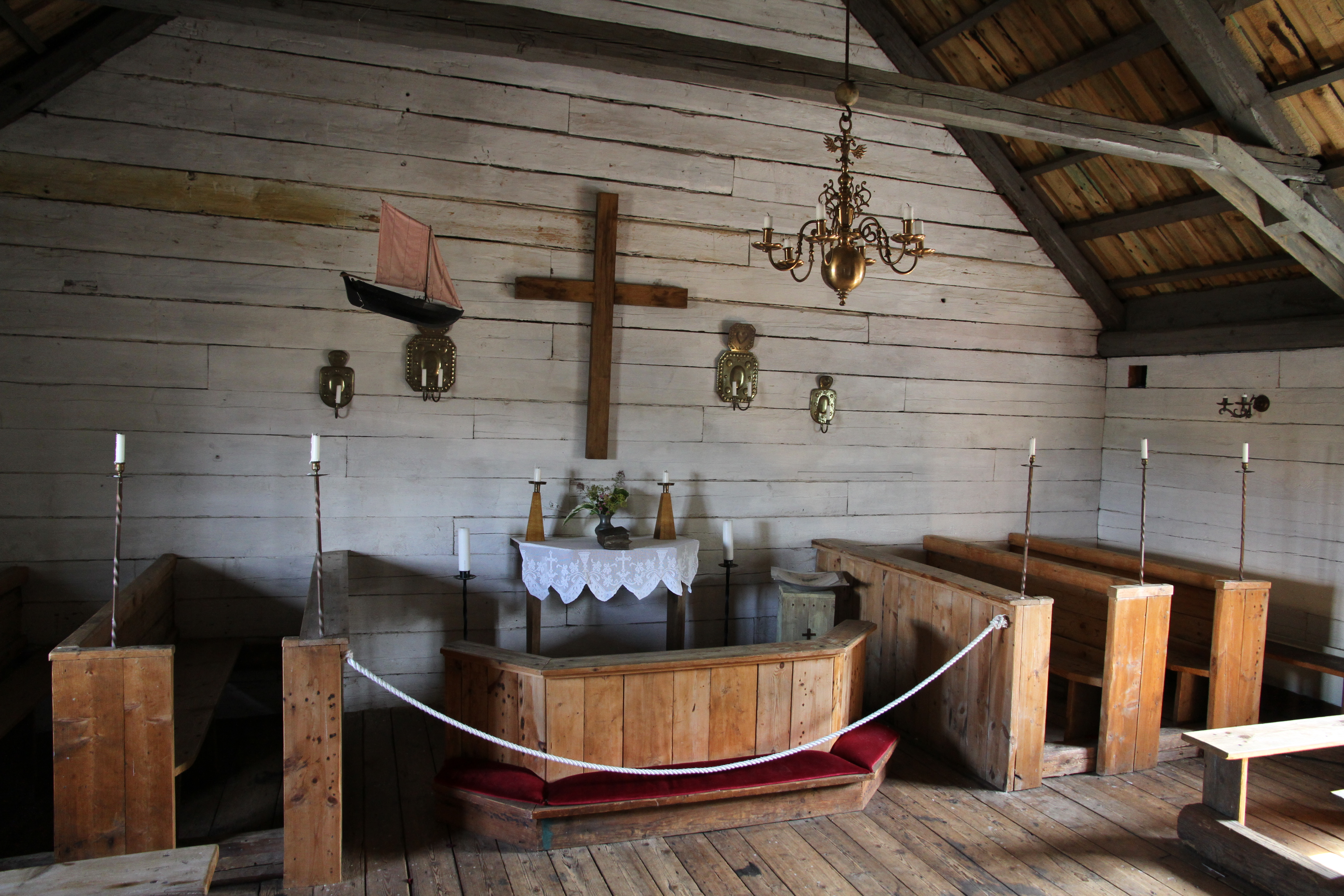